# Hockeria nudaureliae
Hockeria nudaureliae är en stekelart som beskrevs av Boucek 1974. Hockeria nudaureliae ingår i släktet Hockeria och familjen bredlårsteklar.
Artens utbredningsområde är Moçambique. Inga underarter finns listade i Catalogue of Life.